# Peccania cerebriformis
Peccania cerebriformis är en lavart som beskrevs av Henssen & Büdel. Peccania cerebriformis ingår i släktet Peccania och familjen Lichinaceae.   Inga underarter finns listade i Catalogue of Life.